# 卡替洛尔
卡替洛尔（INN：carteolol）是一种非选择性β受体阻滞剂，用于治疗青光眼。它以滴眼剂的形式给药。
卡替洛尔于1972年获得专利，并于1980年批准用于医疗用途。

## 药理学

### 药效学
卡替洛尔是一种β受体阻滞剂，或β肾上腺素能受体拮抗剂。它对β1肾上腺素能受体具有选择性，并具有内在的拟交感神经活性。除了作为β阻滞剂外，卡替洛尔还被发现可作为血清素5-HT1A和5-HT1B受体拮抗剂。

### 药代动力学
卡替洛尔被归类为低亲脂性的β受体阻滞剂，因此穿过血脑屏障的可能性较低。这反过来可能会减少对中枢神经系统的影响，并降低神经精神副作用的风险。

## 延伸阅读
- El-Kamel A, Al-Dosari H, Al-Jenoobi F. . Drug Delivery. 2006, 13 (1): 55–59. PMID 16401594. S2CID 30222292. doi:10.1080/10717540500309073 .
- Kuwahara K, Oizumi N, Fujisawa S, Tanito M, Ohira A. . Cornea. March 2005, 24 (2): 213–220. PMID 15725891. S2CID 20523541. doi:10.1097/01.ico.0000141232.41343.9d.
- Trinquand C, Romanet JP, Nordmann JP, Allaire C. . Journal Français d'Ophtalmologie. February 2003, 26 (2): 131–136. PMID 12660585.

#invoke:navbox